# Olympische Sommerspiele 2000/Teilnehmer (Niederländische Antillen)
| Gelbes Symbol für Goldmedaillen mit stilisierten Olympischen Ringen | Graues Symbol für Silbermedaillen mit stilisierten Olympischen Ringen | Braundes Symbol für Bronzemedaillen mit stilisierten Olympischen Ringen |
| ------------------------------------------------------------------- | --------------------------------------------------------------------- | ----------------------------------------------------------------------- |
| —                                                                   | —                                                                     | —                                                                       |

Die Niederländischen Antillen nahmen mit acht Athleten an den Olympischen Sommerspielen 2000 teil. Sechs von ihnen waren Männer, zwei waren Frauen. Es war die zehnte Teilnahme der Niederländischen Antillen an Olympischen Spielen.

## Teilnehmer

### Leichtathletik
Männer
- Caimin Douglas

Frauen
- Florencia Hunt

### Reiten
- Eduard Stibbe

### Schießen
- Michel Daou

### Schwimmen
Männer
- Howard Hinds

Frauen
- Tessa Solomon

### Segeln
- Cor van Aanholt

### Triathlon
Männer
- Roland Melis